# Villas de la Ventosa
Villas de la Ventosa és un municipi de la província de Conca, a la comunitat autònoma de Castella-La Manxa.

## Geografia

### Nuclis de població
Les localitats d'aquest municipi són: Bólliga, Culebras, Fuentesbuenas, Valdecañas, La Ventosa (lloc on es troba l'Ajuntament) i Villarejo del Espartal.

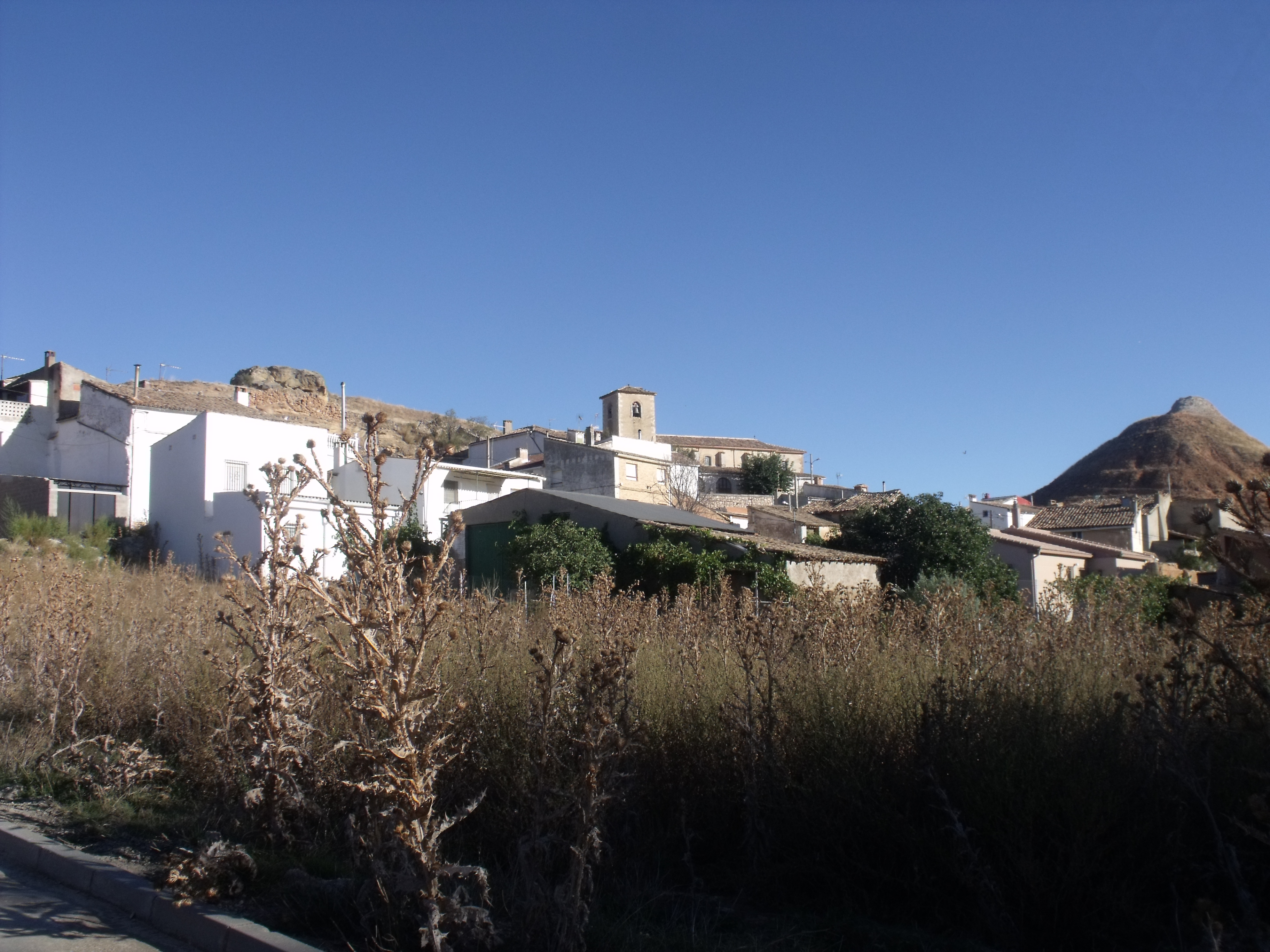
Bólliga
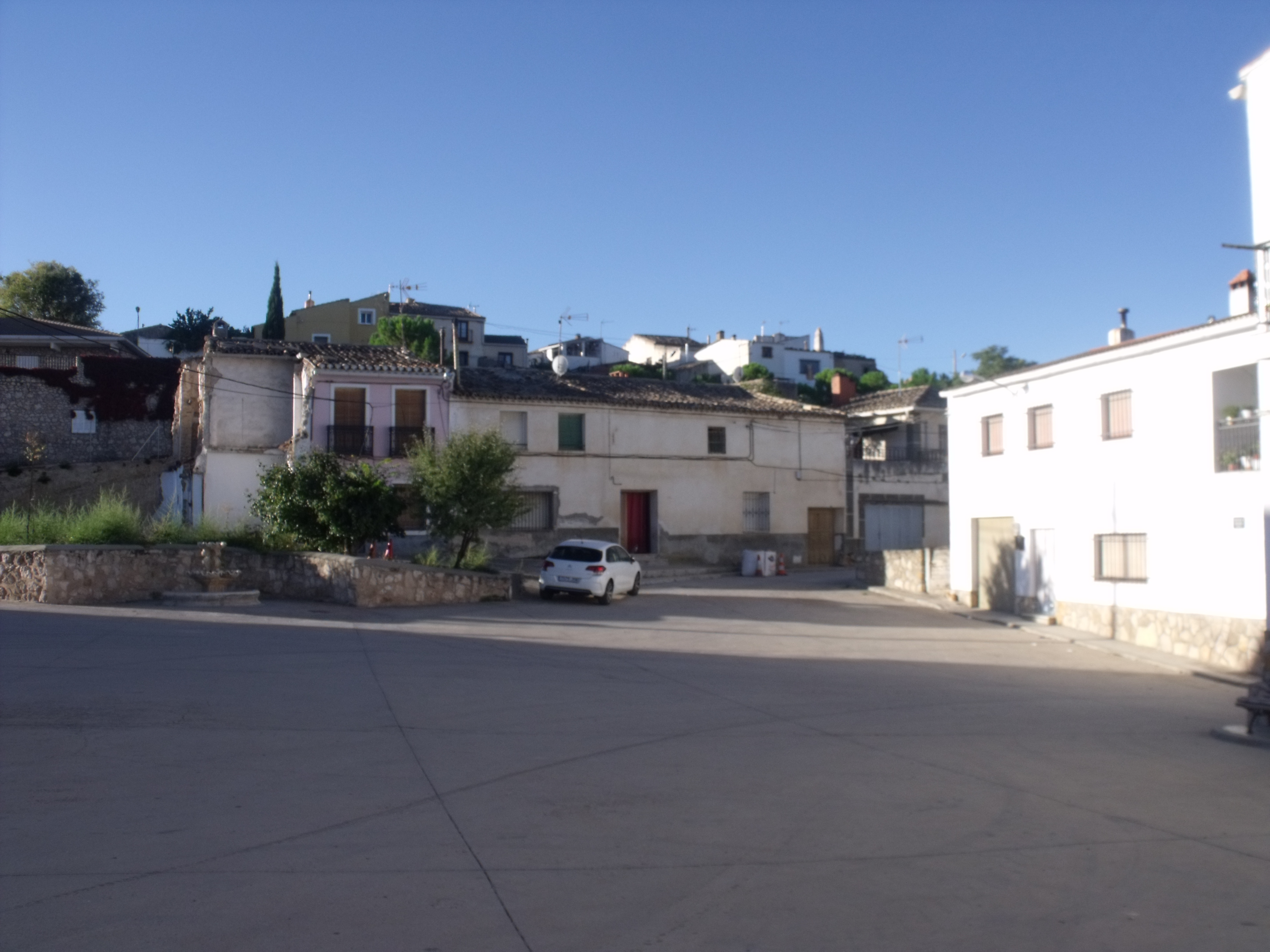
la Ventosa (Conca)

Aquests nuclis de població eren antics municipis independents fins que s'agruparen l'any 1973 en un sol municipi.

### Demografia
| 1991 |  | 1996 |  | 2001 |  | 2004 |
| ---- |  | ---- |  | ---- |  | ---- |
| 447  |  | 399  |  | 358  |  | 356  |